# Temple Stone
Temple Stone es un álbum en vivo de la banda Japonesa Ghost. Fue originalmente lanzado en 1994 y relanzado en 1997 por Drag City.
Este álbum presenta una interpretación de la canción de folk tradicional "Blood Red River".

## Lista de canciones
1. "Moungod Radiant Youth" – 4:47
2. "Guru in the Echo" – 4:24
3. "Under the Sun" – 6:18
4. "Moungod Asleep" – 5:57
5. "Freedom" (A.K.A. People Get Freedom) – 6:29
6. "Rakshu" – 6:31
7. "Blood Red River" – 6:00
8. "Orange Sunshine" – 4:23
9. "Giver's Chant" – 3:13
10. "Sun is Tangging" – 8:56